# Ведьма из Блэр: Курсовая с того света
«Ведьма из Блэр: Курсовая с того света» (англ. The Blair Witch Project; «Проект Ведьма из Блэр») — американский малобюджетный фильм ужасов 1999 года, снятый Дэниелом Мириком и Эдуардо Санчесом по сценарию, написанному ими же. История повествует о трёх студентах киноотделения колледжа, которые заблудились и бесследно исчезли в лесах штата Мэрилэнд, снимая свой курсовой проект о местной легенде — ведьме из Блэр. Фильм снят любительскими камерами в виде документальной ленты, якобы составленной из материалов, отснятых пропавшими студентами.
«Ведьма из Блэр: Курсовая с того света» собрал почти 250 миллионов долларов по всему миру, став одним из самых успешных независимых фильмов всех времён, а также 41-м самым кассовым фильмом ужасов в истории. Фильм положил начало медиафраншизе, которая включает два сиквела («Ведьма из Блэр 2: Книга теней» (2000) и «Ведьма из Блэр: Новая глава» (2016)), романы, комиксы и видеоигры. Фильму приписывают возрождение жанра найденной плёнки, который позже был использован в таких успешных фильмах ужасов, как «Паранормальное явление» (2007) и «Монстро» (2008).
Мирик и Санчес придумали легенду о ведьме из Блэр в 1993 году. Они разработали 35-страничный сценарий, в котором должны были быть импровизированные диалоги. Режиссёры подготовили объявление о кастинге в журнале Backstage; на роли были приглашены Хэзер Донахью, Майкл С. Уильямс и Джошуа Леонард. Производство фильма началось в октябре 1997 года, основные съёмки проходили в Мэриленде в течение восьми дней. Было отснято около 20 часов материала, который был смонтирован так, что в итоге получилось 82 минуты. Первоначальный бюджет фильма составлял примерно 20 000—60 000 долларов, окончательная стоимость фильма после монтажа составила около 200 000—750 000 долларов.
Премьера фильма «Ведьма из Блэр: Курсовая с того света» состоялась на кинофестивале Сандэнс в полночь 23 января 1999 года, а в рекламной кампании фильма говорилось, что актёры либо «пропали без вести», либо «умерли». Благодаря успешному показу фильма на фестивале Сандэнс, компания Artisan Entertainment купила права на его прокат за 1,1 миллиона долларов. Фильм вышел в ограниченный прокат 14 июля того же года, а затем, начиная с 30 июля, вышел в широкий прокат. В то время как критики восприняли фильм в основном положительно, зрители восприняли его неоднозначно.

## Сюжет
Во вступительных титрах написано: «В октябре 1994 года трое студентов-кинематографистов исчезли в лесу недалеко от Бёркитсвиля, штат Мэриленд, во время съёмок документального фильма. Год спустя их плёнки были найдены». Студентов звали Хэзер Донахью, Джошуа Леонард и Майкл Уильямс — они снимали документальный фильм о местной легенде про ведьму из Блэр.
Из интервью с жителями Бёркиттсвиля они узнают основные детали легенды о ведьме из Блэр. Согласно рассказам местных жителей, маньяк Растин Парр, действовавший под влиянием ведьмы, похитил и убил семерых детей, он всегда ставил одного ребёнка в угол, пока убивал другого, так как не мог смотреть им в лицо. После этого герои отправляются в лес, где, по словам местных жителей, можно найти одно из мест, где были найдены жертвы ведьмы, — Гробовая скала.
Оставив машину на дороге, участники съёмок вскоре обнаруживают, что заблудились. На протяжении нескольких ночей вокруг их палатки были слышны шаги, плач и другие странные звуки, что повергает участников в состояние паники. В лесу они встречают странные символы — кучки камней, фигуры из хвороста. Хизер обнаруживает, что её карта пропала. Майк рассказывает, что от досады выкинул карту в ручей, что провоцирует драку между троицей, когда они понимают, что заблудились. В один из дней они шли 15 часов в одном направлении, однако вернулись на то же место. Вскоре бесследно исчезает Джошуа. Ночью Майкл и Хэзер слышат крики, а утром у входа палатки Хэзер находит завернутые в сверток рубашки Джошуа его отрезанный язык, палец и зуб, но не решается говорить об этом Майклу.
В финале Хэзер записывает предсмертную речь, где извиняется перед своими родителями и родителями Джошуа и Майкла. Ночью, услышав голос Джошуа, Хэзер и Майкл с камерами углубляются в лес, где обнаруживают заброшенный дом. Майкл спускается в подвал, внезапно его кто-то (или что-то) сильно толкает и его камера падает на пол. Затем в подвал спускается Хэзер, она видит Майкла, стоящего в углу, и камера Хэзер также падает на пол.

### Хронология мифологии ведьмы из Блэр
| Дата                           | Происшествие |
| ------------------------------ | --- |
| Февраль 1785 года              | Несколько детей обвиняют Элли Кедвард в том, что она заманила их в свой дом, где забирала их кровь. Кедвард обвиняют в колдовстве и изгоняют из деревни. Так как зима стоит особенно холодная, считается, что Кедвард умерла. К середине зимы следующего года все обвинители Элли Кедвард и половина детей деревни пропадают без вести. Опасаясь проклятья, жители покидают деревню.                                               |
| Ноябрь 1809 года               | Выходит книга «Культ ведьмы из Блэр» (англ. The Blair Witch Cult). Эту книгу принято считать художественной литературой, в ней рассказывается о том, как изгнанная ведьма наложила проклятье на целый город. |
| 1824 год                       | На месте деревни Блэр основывается город Бёркитсвиль. |
| Август 1825 года               | Одиннадцать свидетелей утверждают, что видели как бледная женская рука утащила десятилетнюю Эйлин Трикл в ручей Тэппи Ист. Тело девочки так и не было найдено. В течение тринадцати дней поверхность ручья оказывалась покрыта маслянистыми связками хвороста. |
| Март 1886 года                 | Пропадает восьмилетняя Робин Вивер. Девочку впоследствии находят, однако одна из групп, отправившихся на её поиски, пропадает. Тела пропавших найдены спустя несколько недель на Гробовой скале. Их тела связаны вместе и обезображены. |
| С ноября 1940 по май 1941 года | Семеро детей похищены в округе города Бёркитсвиль, штат Мерилэнд. |
| 25 мая 1941 года               | Отшельник по имени Растин Парр появляется в городе и объявляет жителям, что он «закончил». В подвале лесного дома Парра полиция находит тела семи пропавших детей. Каждый из похищенных был ритуально убит. Парр признаётся в содеянном, добавляя, что совершил убийства под воздействием «призрака старухи», который обитает в лесу возле его дома. Его быстро осуждают и вешают.                                                 |
| 20 октября 1994 года           | Студенты колледжа Монтгомери Хэзер Донахью, Джошуа Леонард и Майкл Уильямс приезжают в Бёркитсвиль, чтобы взять интервью у местных жителей о легенде ведьмы из Блэр для учебного проекта. Хизер берёт интервью у Мэри Браун, старой и совершенно безумной женщины, которая прожила в этом районе всю свою жизнь. Мэри утверждает, что однажды видела Ведьму из Блэр возле Тэппи-Крик в виде волосатого получеловека-полуживотного. |
| 21 октября 1994 года           | Ранним утром Хэзер берёт интервью у двух рыбаков, которые рассказывают, что Гробовая скала находится менее чем в двадцати минутах езды от города и до неё легко добраться по старой лесовозной тропе. Вскоре после этого кинематографисты отправляются в лес Блэк-Хиллз, и больше их никто не видел. |
| 25 октября 1994 года           | Выдана первая ориентировка. Машина Джоша была найдена позже в тот же день припаркованной на Блэк Рок Роуд. |
| 26 октября 1994 года           | Полиция штата Мэрилэнд начинает поиски в районе Блэк-Хиллз, операция длится десять дней и включает до ста человек с собаками и вертолётами. |
| 5 ноября 1994 года             | Поиски прекращаются после того, как в течение 33 000 человеко-часов не удается обнаружить ни следов кинематографистов, ни их снаряжения. Мать Хэзер, Энджи Донахью, лично начинает тщательные поиски своей дочери и двух её спутников. |
| 19 июня 1995 года              | Дело объявлено закрытым и нераскрытым. |
| 16 октября 1995 года           | Студенты антропологического факультета Университета Мэрилэнда обнаруживают вещмешок, содержащий кассеты с плёнкой, видеокамеру Hi-8, дневник Хэзер и кинокамеру CP-16, зарытые под фундаментом 100-летнего домика. После изучения улик шериф Бёркитсвиля Рон Крейвенс объявил, что 11 катушек чёрно-белой плёнки и 10 видеокассет HI-8 действительно принадлежат Хэзер Донахью и её команде.                                       |
| 15 декабря 1995 года           | После первоначального изучения содержимого сумки семьям показывают отдельные фрагменты фильма. По словам Энджи Донахью, есть несколько странных эпизодов, но ничего конкретного. Семьи сомневаются в тщательности анализа и требуют повторного просмотра. |
| 19 февраля 1996 года           | Семьям показывают вторую группу видеозаписей, которые местные правоохранительные органы считают подделкой. Возмущенная, миссис Донахью выступает с критикой, а шериф Крейвенс ограничивает доступ к материалам дела; это ограничение не удается снять двумя судебными исками. |
| 1 марта 1996 года              | Департамент шерифа объявляет, что улики неубедительны, и дело снова объявляется не раскрытым. Отснятый материал будет передан семьям, когда истечёт установленный законом срок его засекречивания — 16 октября 1997 года. |
| 16 октября 1997 года           | Семьям Хэзер Донахью, Джошуа Леонарда и Майкла Уильямса переданы найденные кадры последних дней жизни их детей. Энджи Донахью заключает контракт с компанией Haxan Films, чтобы изучить отснятый материал и собрать воедино события 20—28 октября 1994 года. |

## Производство

### Предшественники
Одним из первых фильмов частично снятых в жанре найденной плёнки считается «Ад каннибалов» (1980) Руджеро Деодато. В нём по сюжету журналисты отправляются в глубь Амазонки, чтобы разыскать пропавших там репортёров, но в итоге, в племени каннибалов находят плёнки снятые этими репортёрами, из которых становится ясно, что каннибалы напали на них и убили. Также предшественником «Ведьмы из Блэр» считается фильм, снятый всего на год раньше, но получивший гораздо меньшую известность — «Последняя трансляция» (1998). Его также сняла пара молодых режиссёров — Стефан Авалос и Лэнс Уейлер. «Последняя трансляция» имеет много общего с «Ведьмой из Блэр», что привело к многочисленным обвинениям Мирика и Санчеса в плагиате. В статье для журнала Fangoria Сара Кендзиор приводит доводы в пользу «Последней трансляции» и его создателей, утверждая, что сходство есть «не только в сюжете и структуре, но и в их соответствующих веб-сайтах, тактике продвижения и даже логотипах». Она также утверждает, что те, кто был вовлечен в работу над «Ведьмой из Блэр», «неохотно комментируют более ранний проект», и предполагает, что это должно вызвать подозрение. В нём по сюжету кинематографисты также погибают в лесу, когда снимают документальную ленту по местной легенде о «Джерсийском дьяволе».
Сами же Мирик и Санчес отметили, что на них повлияли, телесериал «В поисках...», и фильмы ужасов «Воспоминания о будущем» (1970) и «Легенда Богги Крик» (1972). Среди других источников вдохновения — коммерчески успешные фильмы ужасов, такие как «Сияние» (1980), «Чужой» (1979), «Омен» (1976) и «Челюсти» (1975) — последний фильм оказал большое влияние, поскольку ведьма также скрывается от зрителей, что усиливает страх перед неизвестностью.

### Сценарий
Изначально идея фильма появилась у режиссёров Дэниела Мирика и Эдуардо Санчеса ещё в 1993 году. Мирик и Санчес, будучи тогда студентами Университета Центральной Флориды, вдохновились идеей создания фильма после того, как поняли, что документальные фильмы о паранормальных явлениях кажутся им более страшными, чем традиционные фильмы ужасов. Они решили создать фильм, сочетающий в себе стили обоих фильмов. Для производства проекта они вместе с Грегом Хейлом, Робином Коуи и Майклом Монелло основали компанию Haxan Films. Название своей компании они взяли в честь немого документального фильма «Ведьмы» 1922 года, который в оригинале назывался Häxan.
Тогда рабочим названием фильма было просто «Фильм Лес» (англ. The Woods Movie). Дальше режиссёры начали развивать идею, что привело к написанию тридцати пяти страничного сценария. После того как «Ведьма из Блэр: Курсовая с того света» вышла на экраны, компания Haxan Films заявила, что идея была зарегистрирована в Гильдии сценаристов Америки в 1996 году, а Санчес после говорил, что концепция фильма возникла ещё в 1992 году. Эта ранняя версия сценария была скорее просто воплощением идеи, чем полноценным сценарием, там не было прописано никаких диалогов, был только примерный набросок повествовательной части фильма. В дальнейшем в сценарии так и не появилось чётко прописанных диалогов, это было сознательное решение режиссёров, так они хотели поощрить как можно больше импровизации со стороны актёров. Санчес говорил в интервью сайту The A.V. Club, что они «не хотели возлагать на актёров подобные ограничения». По мнению киноведа Питера Тернера, «отсутствие диалогов заставляет актёров придумывать свои реплики на месте», их персонажи становятся более свободными, но это в свою очередь может привести к гораздо большему отснятому материалу и более тщательной работе на этапе монтажа, что также может создать «моменты реалистичной спонтанности» и положительно сказаться на восприятии фильма снятого в псевдодокументальном стиле. При разработке мифологии фильма создатели использовали множество источников вдохновения. Например, несколько имён персонажей являются почти анаграммами: Элли Кедвард (Ведьма из Блэр) — это Эдвард Келли, мистик XVI века, а Растин Парр, вымышленный убийца детей 1940-х годов, начинался как анаграмма Распутина. Режиссёры включили аллюзии на Салемские процессы над ведьмами и пьесу Артура Миллера «Суровое испытание» 1953 года, чтобы обыграть тему несправедливости по отношению к тем, кто был причислен к ведьмам.
Фильм изначально задумывался как более традиционный документальный фильм, а кадры, снятые актёрами, должны были появиться только в последней части, после документального рассказа о проклятии ведьмы из Блэр. Но уже после того как у режиссёров на руках был весь материал с актёрами, на этапе монтажа было решено сделать кадры снятые актёрами ключевой линией повествования в фильме.

### Финансирование
По словам Санчеса, «первоначальный бюджет, чтобы выпустить фильм в прокат, составлял, вероятно, от 20 000 до 25 000 долларов. Затем, когда мы приехали на Сандэнс, чтобы сделать копию и свести звук, мы, примерно, уложились в 100 000 долларов». Ранние этапы работы над фильмом не стоили почти ничего, создатели были настолько экономны, что даже купили одну из камер, сняли фильм и успели вернуть её обратно, чтобы получить назад свои деньги. Прежде чем приступить к съёмкам фильма, создатели должны были собрать деньги, необходимые для первоначального бюджета. Для этого они сняли восьмиминутный трейлер к фильму, чтобы заинтересовать инвесторов. Этот мини-документальный фильм рассказывал об исчезновении трёх студентов-кинематографистов в лесу во время съёмок документального фильма о ведьме из Блэр. Мирик и Санчес представили короткометражный фильм как настоящий, убедив зрителей в его правдивости с помощью поддельных газетных статей и новостных кадров. В ролике вкратце рассказывалась предыстория и мифология. Также говорилось, что компания Haxan films намеревалась приобрести эти «сенсационные и невероятные настоящие» кадры. Ещё до того как снять свой фильм режиссёры смогли заинтересовать продюсера Джона Пирсона, который поддерживал небольшие малобюджетные проекты. Он вспоминал, что когда увидел восьмиминутный тизер фильма, то был поражён и не мог поверить в происходящее: «Я никогда не слышал о подобном». В то время Пирсон вел на телевидении своё шоу о кино Split Screen, там он впервые показал кадры из «Ведьмы из Блэр» не сказав зрителям о том, что они были ненастоящими. Зрители поверили, один детектив даже позвонил ему, чтобы предложить свою помощь в поиске пропавших. После того как Пирсон признался, в том, что кадры являются частью фильма, зрители начали обсуждать этичность данного поступка с моральной точки зрения.
Хотя создатели фильма не хотели прямо заявлять, что их картина является реальным доказательством исчезновения людей, короткометражный фильм произвел желаемый эффект, вызвав интерес к проекту. Grainy Pictures, компания Пирсона, решила вложить в фильм 10 000 долларов. После того как фильм попал на фестиваль независимого кино Сандэнс, права на фильм купила компания Artisan Entertainment. По словам Санчеса, «они сделали новый саунд-микс и заставили нас переснимать некоторые вещи». Оригинальной концовкой фильма была та, где Майк в углу комнаты стоит лицом к стене. Компания попросила снять несколько других концовок, например были сняты: Майк висит в петле; Майк, распятый на большой фигуре из палок; Майк с разорванной рубашкой и весь в крови. В итоге компания остановилась на оригинальной концовке, которая в итоге и попала в прокатную версию фильма. С учётом пересъёмок бюджет фильма возрос примерно до 500 000—750 000 долларов.

### Кастинг
На три главные роли режиссёры изначально искали абсолютно никому не известных актёров. Также им требовались актёры с безупречными импровизационными навыками, плюс они должны были по характеру подходить друг другу. В течение года было отсмотрено около двух тысяч актёров. Объявления о поиске актёров были размещены в журнале Backstage. В объявлениях подчеркивалось, что художественный фильм будет в значительной степени импровизированным, а съёмки будут проходить в лесистой местности. По словам Хэзер Донахью, прослушивания для фильма проходили в Musical Theater Works в Нью-Йорке. На прослушивании актёрам сразу же ставились различные задачи, например Джошуа Леонард рассказывал: «Режиссёры сразу же говорили: „Вы были в тюрьме последние девять лет. Мы — комиссия по условно-досрочному освобождению. Почему мы должны вас отпустить?“ Тем, кто не мог мгновенно вжиться в образ, показывали дверь». Режиссёры обращали внимание на то, что бы актёры были достаточно выносливы, чтобы справиться с физическими и эмоциональными нагрузками на съёмках. В итоге за дни съёмок фильма у актёров не было никакого обслуживания, никакого грима, никаких костюмов и никакого чёткого сценария.

### Съёмки
С самого начала авторы фильма планировали, что он полностью будет снят на 16-миллиметровую плёнку, по их мнению, так картина казалась бы более страшной. Но продюсер Грег Хейл предложил, что некоторые кадры должны быть сняты на более дешёвую плёнку. В конце концов, режиссёры решили, что будет не лишним, если у Хэзер будет своя камера Hi-8 для съёмок за кадром, и это позволит снять больше материала на более дешёвую плёнку. Этот подход позволил создать контраст между профессиональной съёмкой своего проекта и «закулисными» съёмками в неформальной обстановке. Съёмки начались в октябре 1997 года и заняли всего восемь дней. Хэзер, Майкл и Джошуа практически всё время снимали друг друга, перед этим они прошли двухдневное обучение работы с оборудованием которым им придётся пользоваться в дальнейшем. Специалист по звуку обучал Майкла работе с DAT и правильному выставлению настроек, а Мирик обучал Джошуа работе с 16-миллиметровой кинокамерой. «Ведьма из Блэр» был уникальным фильмом в данном случае, его полностью сняли сами актёры, обычно даже фильмы снятые в жанре найденной плёнки снимают профессиональные режиссёры и операторы. В данном случае режиссёры присутствовали рядом с актёрами только на съёмках в городе, а когда актёры ушли в лес, то режиссёров рядом не было вовсе. Актёры должны были использовать свои собственные имена, это было сделано для того, что бы они реже выходили из образа, а даже если такое и случится, то это можно было бы поправить на стадии монтажа. Во время съёмок если они были голодны или раздражали друг друга, камера всегда оставалась включённой. Эта напряжённость между персонажами и желание Хэзер продолжать съёмки также помогли определить характер Хэзер и облегчили работу Донахью как актрисы. Позже она вспоминала: «Значительная часть моего характера возникла из того факта, что я должна была как-то оправдать необходимость держать камеру перед лицом людей во время крайних трудностей». Хотя актёры и были полностью свободны в импровизации, у них были ориентиры, которых они должны были придерживаться в повествовании. Когда актёров не было рядом Мирик и Санчес оставляли свёртки, кучи камней и фигурки из палок, которые должны были обнаружить персонажи по сюжету. Они же наносили слизь на рюкзаки героев и издавали пугающие звуки по ночам, а в какой-то момент даже напали на палатку, чтобы напугать актёров. В интервью журналу Starburst Хейл говорил: «Обычно сознание изолирует вас от сильного страха. Но если бы мы смогли измотать актёров психически и физически, то к концу фильма, когда происходят действительно напряжённые вещи, они бы обратились к той части психики, которую обычно не трогают. Изоляция будет снята, и они будут реагировать более первобытным образом».
Начиная с первого съёмочного дня, когда герои берут интервью у местных жителей, режиссёры лишь вкратце проинструктировали актёров о том, куда идти и у кого брать интервью. В результате Хэзер, Майк и Джош брали интервью как у специально нанятых актёров, так и у обычных людей с улицы. В финальный монтаж фильма попали и те и другие. Несмотря на то, что создатели фильма с нуля придумали всю мифологию, были люди, которых интервьюировали на камеру, но которые не были подсаженными статистами, и они утверждали, что слышали о ведьме, например, женщина на улице с маленьким ребёнком на руках. Нанятые статисты также выполняли и дополнительную роль, они давали героям подсказки и указания, куда идти дальше и кого опрашивать, если они хотят узнать больше. Локации леса снимали в государственном парке Мэриленда Сенека-Крик, а режиссёры следили за передвижением актёров через GPS. На случай крайней необходимости у актёров с собой была рация. Съёмочная группа оставляла послания для актёров и передавала им координаты, таким образом герои знали куда им нужно двигаться. В посланиях были записки для каждого персонажа, с указанием дальнейших действий. Секретность, недоверие и напряжение, возникшие между персонажами, несомненно, в какой-то мере обусловлены тем, что каждый актёр не знал, что написано в записке другого актёра. Они могли свободно создавать сцены и вести своих персонажей так далеко, как им хотелось, не забывая о режиссёрских ремарках. Хэзер Донахью например рассказала о записке, которую получила от режиссёров перед своей сценой исповеди. В ней говорилось, что она собирается умереть и должна загладить свою вину перед всеми людьми, которых она обидела, и что она должна попытаться умереть с чистой совестью, насколько это возможно. Весь её монолог был чистой импровизацией. Знаковое обрамление кадра, в котором видна только верхняя половина её лица, также было счастливой случайностью, поскольку Донахью думала, что в кадр её лицо попало полностью.
В GPS передатчиках актёров были заложены координаты мест, которыми можно было воспользоваться в крайнем случае. Однажды после того как практически целый день шёл дождь, актёры воспользовались этой возможностью. Они пришли в дом, где их ждал горячий какао и была возможность воспользоваться «настоящим туалетом». Режиссёры заставляли актёров каждый день преодолевать всё большие расстояния. Вместе с дальнейшими указаниями в коробках из под молока, актёры находили небольшие порции еды. Однако эти запасы намеренно уменьшались с каждым днём, чтобы сделать актёров более голодными, более возбуждёнными и более измотанными. В последние два дня съёмок Хэзер и Майкл, получали только один энергетический батончик PowerBar и банан в день.
Большая часть фильма была снята с одного дубля, актёры просто снимали всё, что с ними происходило не тратя время на повторные дубли. Единственные сцены, которые не были сняты с первого дубля, — это момент, когда Хэзер обнаруживает пакет с зубом и кровью, и финальный кадр, в котором Майкл стоит в углу комнаты. Первоначально Хэзер выбросила пакет, не рассмотрев его как следует, и съёмочная группа решила вмешаться и заставить её переснять сцену. Финальную сцену пришлось переснять из-за того, что первый раз Майкл не был в фокусе. Далее сцена переснималась уже под руководством компании Artisan, когда она купила права на фильм. Уильямс позже вспоминал о съёмках последней сцены: «Дом был для меня по-настоящему страшным, потому что мы не знали, с чем столкнёмся».

## Постпродакшн
Всего было отснято примерно 20 часов материалов. Режиссёры Дэниел Мирик и Эдуардо Санчес лично на протяжении восьми месяцев занимались монтажом фильма. Первый вариант монтажа был продемонстрирован на ограниченном тестовом показе. Изначально режиссёры планировали выпустить фильм как документальный, чтобы сцены снятые актёрами занимали лишь небольшую часть фильма. Но после восьми месяцев работы и двух вариантов монтажа, сделанных отдельно Мириком и отдельно Санчесом, было принято решение выстроить повествование вокруг плёнок снятых актёрами. К тому времени когда был готов черновой вариант монтажа, сайт indieWIRE объявил, что фильм «Последняя трансляция» выйдет в ограниченный прокат в артхаусных кинотеатрах и будет показан на телеканале Independent Film Channel в течение следующих трёх месяцев. Стефан Авалос, один из режиссёров «Последней трансляции», говорил, что уверен в том, что именно это событие повлияло на авторов «Ведьмы из Блэр» изменить подачу сюжета своего фильма.
После того как компания Artisan взяла «Ведьму из Блэр» в прокат, был выделен дополнительный бюджет на профессиональное сведение звука и съёмки альтернативных концовок. В своей статье Сара Кендзиор утверждала, что тот факт, что «Ведьма из Блэр» была выбрана на Сандэнсе, является подозрительным. Она говорит, что «Последняя трансляция» «серьезно рассматривался для показа в полночь на кинофестивале Сандэнс, пока в последнюю минуту не был снят с показа». Год спустя на полуночном показе была представлена «Ведьма из Блэр: Курсовая с того света». Продюсер «Ведьмы» Пирсон являлся тогда членом отборочного комитета фестиваля, он вполне мог преследовать собственные интересы, протаскивая фильм на Санденс.

## Маркетинг
«Ведьма из Блэр: Курсовая с того света» считается первым крупным фильмом, который продвигался в основном через интернет. Кевин Фокс стал исполнительным продюсером в мае 1998 года и привлек фирму Clein & Walker, занимающуюся связями с общественностью. В июне был запущен официальный сайт фильма, на котором были представлены фальшивые полицейские отчёты, а также интервью в стиле «новостной хроники» и вопросы о «пропавших» студентах. Эти материалы дополнили «найденные плёнки» фильма и вызвали споры в интернете о том, является ли картина документальным фильмом о реальной жизни или вымыслом. Часть отснятого материала была показана на кинофестивале во Флориде в июне. Во время показа фильма создатели проводили различные рекламные кампании, чтобы преподнести события в фильме как реальные, включая распространение листовок на фестивалях, таких как Санденс, с просьбой к зрителям сообщить любую информацию о «пропавших» студентах.Тактика кампании заключалась в том, что зрителям с помощью объявлений о пропаже людей сообщали, что герои фильма на самом деле пропали во время поисков в лесу ведьмы из Блэр. На странице IMDb актёры также значились как «пропавшие без вести, предположительно мёртвые» в первый год после выхода фильма. На официальном сайте фильма были размещены материалы, в которых актёры, выдающие себя за полицейских и следователей, дают показания о своих делах, а также общие детские фотографии актёров, чтобы добавить ощущение реалистичности. К августу 1999 года сайт посетило 160 миллионов человек.
После того как компания Artisan стала дистрибьютером фильма, Стивен Ротенберг разработал и реализовал уникальную стратегию распространения. Трейлер фильма появился на сайте Ain't It Cool News 2 апреля 1999 года, а сам фильм был показан в 40 колледжах США, чтобы привлечь внимание общественности. Третий, 40-секундный трейлер был показан перед фильмом «Звёздные войны. Эпизод I: Скрытая угроза» в июне 1999 года. USA Today позже написала, что «Ведьма из Блэр: Курсовая с того света» был первым фильмом, который стал вирусным, несмотря на то, что он был снят до появления многих технологий, способствующих таким явлениям.

## Релиз
Премьера фильма состоялась в субботу, 23 января 1999 года, на кинофестивале Сандэнс, а в среду, 14 июля, в киноцентре Анжелика в Нью-Йорке, в выходные он был показан в 25 городах. 30 июля фильм вышел в прокат по всей стране. В премьерный уик-энд фильм заработал 1,5 миллиона долларов в 27 кинотеатрах, а средняя прибыль с одного экрана составила 56 002 доллара. В третий уик-энд фильм распространился по всей стране и собрал 29,2 миллиона долларов в 1101 кинотеатре, заняв второе место в американском прокате, обогнав научно-фантастический фильм ужасов «Глубокое синее море», но уступив «Сбежавшей невесте». В дальнейшем фильм распространился до 2142 кинотеатров и снова занял второе место с прибылью 24,3 миллиона долларов в четвёртые выходные, уступив другому фильму ужасов «Шестое чувство». В 10-й уик-энд фильм выбыл из десятки лидеров, и к концу проката его сборы составили 140,5 млн долларов в США и Канаде и 108,1 млн долларов на других территориях, а мировые сборы составили 248,6 млн долларов, что более чем в 4 000 раз превысило первоначальный бюджет. «Ведьма из Блэр» стала 10-м самым кассовым фильмом в США в 1999 году. В Италии она установила рекорд премьерного уик-энда для американских фильмов.
Поскольку актёры снимали на ручные камеры, многие кадры трясутся, особенно финальная часть фильма, в которой персонаж бежит по лестнице, держа в руках камеру. Некоторые зрители испытали укачивание, и в результате их даже вырвало.

### Телевизионное вещание
В октябре 2001 года расширенная версия фильма вышла в эфир на канале FX. В эту версию были добавлены две удалённые сцены в финальных титрах фильма, обе из которых включали прощальное видео Майкла. Данные сцены так и не были выпущены на последующих DVD и Blu-Ray изданиях фильма.

### Выход на домашних носителях
Фильм был выпущен на VHS и DVD 22 октября 1999 года компанией Artisan в соотношении сторон 1.33:1 и со звуком Dolby Digital 2.0. Дополнительные материалы включали документальный фильм «Проклятие ведьмы из Блэр», пятиминутный фильм «Новооткрытые кадры», аудиокомментарии, примечания к фильму, биографии актёров и съёмочной группы. В аудиокомментарии режиссёры Дэниел Мирик, Эдуардо Санчес и продюсеры Робин Коуи, Майк Монелло и Грег Хейл рассказывают о создании фильма. В фильме «Проклятие ведьмы из Блэр» подробно рассказывается о создании фильма. На маркетинговую компанию к выходу фильма на домашних носителях было в общей сложности потрачено 15 млн долларов.
Blu-ray версия фильма была выпущена 5 октября 2010 года компанией Lionsgate. Best Buy и Lionsgate выпустили эксклюзивный релиз Blu-ray 29 августа того же года.

## Критика
На сайте Rotten Tomatoes фильм получил 86% на основе 165 рецензий критиков со средней оценкой 7,70/10. В общем ревью сайта говорится следующее: «Полный жутких страшилок у костра, псевдодокументальный фильм „Ведьма из Блэр“ держит зрителей в неведении относительно своего заглавного злодея, ещё раз доказывая, что воображение может быть таким же страшным, как и всё, что показывают на экране». На Metacritic фильм получил «всеобщее признание» и был удостоен значка «Must-See», получив средневзвешенный балл 81 из 100 на основе 33 рецензий. Зрительские оценки фильма разделились; CinemaScore дал фильму среднюю оценку «C+» по шкале от «A+» до «F», основываясь на опросе зрителей во время премьерных выходных.
Техника съёмки found-footage в фильме «Ведьма из Блэр» получила почти всеобщее одобрение. Несмотря на то, что это был не первый фильм, в котором она была использована, независимая картина была признана важной вехой в истории кино благодаря своему успеху у критиков и в прокате. Роджер Эберт из Chicago Sun-Times дал фильму четыре звезды и назвал его «необычайно эффектным фильмом ужасов». Питер Трэверс из Rolling Stone назвал его «новатором в области страха, который заново изобретает ужасы для нового тысячелетия». Тодд Маккарти из Variety сказал: «„Проект Ведьма из Блэр“ — это яркое произведение концептуального кинематографа, которое в то же время является и фильмом ужасов, наводящим ужас на зрителя, и привносит умный современный поворот во всеобщий страх перед темнотой и тем, что происходит в ночи». Лиза Шварцбаум из Entertainment Weekly поставила оценку «B»: «Как картина ужасов, фильм может быть не более чем дерзкой игрой, новинкой с холодным, размытым видом авангардного артефакта. Но как проявление мультимедийной синергии он довольно жуткий».

## Анализ
По мнению некоторых критиков, чувствуется, что на фильм оказала влияние литература XVIII века, в частности эпистолярный роман. Читатель таких романов слышит историю только с одной точки зрения — главного героя, который «пишет» письмо или запись в дневнике. Собственно такой записью и является весь фильм «Ведьма из Блэр: Курсовая с того света». В прошлом людьми часто предпринимались попытки выдать за реальность какой-либо ложный продукт. Например в начале XX века делалось много фотографий якобы реальных привидений. Многие воспринимали эти фотографии как доказательство существования призраков, в то время как другие пытались выяснить «правду», стоящую за тем, что изображено на фотографиях. Аналогичным образом первые зрители воспринимали и данный фильм, кто-то воспринял его как документальную картину. «Ведьма из Блэр: Курсовая с того света», также как и радиопостановка «Война миров» Орсона Уэллса в 1938 году преподносит показанные события как реальный факт. Имитация достоверности, также как и в случае с «Войной миров» сработала благодаря правильной рекламной кампании, которая преподносила фильм как настоящую найденную плёнку и благодаря самой съёмке фильма в документальной манере. Существует множество историй о том, как люди приезжали в город Бёркиттсвиль, где происходят события фильма, чтобы разыскать студентов. С тех пор поклонники фильма даже неоднократно крали знак «Добро пожаловать» в Бёркиттсвиль.
Другим известным фильмом эксплуатирующим жанр найденной плёнки, который вышел задолго до «Ведьмы из Блэр» был «Ад каннибалов» (1980) Руджеро Деодато. Он частично имитировал документальные съёмки журналистов, которые пропали в джунглях Амазонки. Также этот фильм известен тем, что он буквально стирает грань между вымыслом и реальностью, из-за того, что во время съёмок использовались кадры реального убийства животных вперемешку с правдоподобными спецэффектами убийства людей. Кинокритик Питер Тернер утверждает, что «Ад каннибалов» оказал значительное влияние на режиссёров Мирика и Санчеса. Также оказали существенное влияние различные международные движения новой волны в истории кинематографа, такие как итальянский неореализм и французская новая волна. Как и эти фильмы, «Ведьма из Блэр: Курсовая с того света» снимался с помощью ручных камер, в естественном освещении, а значительная часть сценария была импровизацией. Поскольку зрители, и особенно поклонники ужасов, всё больше принимают насилие на экране, создатели фильмов ужасов ищут новые способы напугать и шокировать свою аудиторию. Создавая у зрителя жуткое ощущение, что увиденное им может быть реальными кадрами смерти и пыток, они выводят фильмы ужасов на новую территорию для поклонников жанра. В фильме нет ни одного из традиционных сигналов, которые говорят зрителям, что они смотрят голливудский художественный фильм; даже маркетинг утверждал правдивость показанных событий. Здесь нет ни музыки, ни постановочных кадров, ни знаменитых актёров, нет ничего что помешало бы зрителю воспринимать фильм как реальность. Различие между документальным и художественным фильмом настолько размыто, что этот фильм, оказывает более сильное воздействие на зрителей, чем знакомый им жанр ужасов.

### Операторская работа
Операторская работа в фильме относится к виду диегетической съёмки. Если диегезис — это по своей сути «мир фильма», то диегетическая камера — это камера, которая существует в мире фильма. Она не является невидимым наблюдателем, фиксирующим действие, как в большинстве художественных фильмов, а наоборот, является частью действия. Персонажи могут держать её в руках, видеть её и говорить с ней, они знают о её существовании в их мире. Диегетическая съёмка отличается от субъективной, тем что субъективная съёмка часто показывает зрителю взгляд глазами персонажей, даже если персонажи смотрят прямо в камеру, в их мире её нет, они скорее смотрят в глаза герою. Поэтому операторская работа в «Ведьме из Блэр» часто состоит из кадров с точкой зрения героев, но они отличаются от точек зрения, субъективных кадров традиционного кинематографа. Одно из главных достоинств такого построения операторской работы заключается в том, что вся эта тряска, плохое кадрирование и отсутствие фокуса многое говорит не только о душевном состоянии Хэзер, Джошуа или того, кто держит камеру, но и о том, что зритель видит не всё. Камера часто кажется промахивающейся, её быстрое движение подразумевает быструю реакцию оператора, но также и допускает мысль о том, что, возможно, есть что-то вне поля зрения камеры, что движется быстрее, чем оператор успевает среагировать.
В фильме используется полностью естественное освещение. Если сцена происходит ночью, то там действительно темнота, за исключением того, что может уловить свет камеры. Зритель оказывается в том же положении, что и персонажи фильма, потому что если они не видят чего то, то и зритель тоже не видит. Однако сцены, где необходим свет, не являются традиционно кинематографическими. Они нечёткие, плохо освещеные, а источник света исходящий из камеры, мало полезен для персонажей. Естественное освещение напоминает о документальных фильмах и поэтому играет на руку фильму, а также является важной составляющей повествования. Обычно фильмы ужасов не могут показать настоящую темноту, поскольку они вынуждены подчиняться традициям игрового кино, позволяя зрителям чётко видеть происходящее на экране. В фильме Мирика и Санчеса темнота используется по полной и является неотъемлемой частью повествования.

### Монтаж
Монтаж фильма интересен тем, что он привлекает к себе внимание, но в то же время стремится скрыть тот факт, что фильм является отредактированной версией необработанных кадров, которые якобы были найдены. В начале фильма говорится: «их плёнки были найдены», но нет упоминания о том, что они были смонтированы в связное повествование. Однако уже с первых сцен становится очевидно, что монтаж имел место. Перекрёстная нарезка кадров с двух камер, когда Джошуа и Хэзер снимают друг друга, является самым ранним свидетельством того, что зрители видят смонтированные кадры. Спонтанный характер съёмки «реальной жизни» часто означает, что кадры не могут быть нарезаны так же аккуратно и плавно, как в художественных фильмах. В «Ведьме из Блэр» используются скачкообразные сокращения, которые привлекают внимание к монтажному характеру материала. В некоторых моментах напряжение усиливается, когда редактор решает оставить некоторые кадры длящимися чуть дольше, чем это удобно для зрителя. Эти моменты отредактированы для того, чтобы подчеркнуть драматизм повествования. Было отснято около 20 часов материала, а готовый фильм длится 82 минуты, поэтому очевидно, что было проведено огромное количество монтажа. В монтаже данного фильма особенно эффективно то, что он создаёт у зрителей ощущение того, что они видят всё, что было снято, в то время как на самом деле это очень тщательно выстроенный фильм в традициях повествовательного кинематографа.

## Награды и номинации
- 1999 — «Награда молодёжи» (Award of the Youth) на Каннском кинофестивале
- 2000 — премия «Независимый дух» за лучший дебютный фильм с бюджетом менее 500 тыс. $
- 2000 — номинация на премию «Сатурн» за лучший фильм ужасов
- 2000 — номинация на премию Брэма Стокера за лучший сценарий (Дэниел Мирик, Эдуардо Санчес)
- 2000 — антипремия «Золотая малина» в категории «худшая актриса года» (Хэзер Донахью), а также номинация на «Золотую малину» в категории «худший фильм года»

## Продолжения и перезапуск
- Вскоре после выхода была снята псевдодокументальная лента «Проклятье ведьмы из Блэр» (англ. Curse of the Blair Witch), состоящая из «интервью» с друзьями и родственниками пропавших студентов, экспертами в области паранормальных явлений, представителями полиции.
- В 2000 году вышел сиквел фильма Книга теней: Ведьма из Блэр 2. В мировом прокате фильм заработал почти 48 миллионов долларов при бюджете в 15 миллионов долларов. В то же время критиками был принят отрицательно и в 2001 году номинировался на 5 премий Золотая малина, из которых «выиграл» номинацию «Худший ремейк или сиквел».
- В 2000 году вышла американская комедия Ведьма из Блэр: Фальшивка (англ. The Bogus Witch Project), состоящая из нескольких коротких сюжетов, каждый из которых по-разному пародировал исходный фильм.
- В 2008 году продюсер и режиссёр Андрей Шальопа снял любительский фильм ужасов Поймать ведьму. Фильм рассказывает о группе российских студентов, которые отправились в леса Мэриленда на место трагедии 13-летней давности с целью проверить достоверность событий. Фильм имеет сходный сюжет и похожую манеру. В 2017 году вышел киноальманах «Тьма».
- В 2017 году вышло продолжение оригинальной части 1999 года под названием «Ведьма из Блэр: Новая глава». Фильм рассказывает о брате главной героини, который отправился на её поиски вместе с друзьями, заодно прихватив с собой камеры для съёмок.
- В апреле 2022 года киностудия Lionsgate объявила о работе над новым фильмом во франшизе «Ведьмы из Блэр», режиссёром нового фильма станет Оливер Парк[79].

## Игры
По мотивам фильмов вышел ряд компьютерных игр: Blair Witch Volume I: Rustin Parr (2000), Blair Witch Volume II: The Legend of Coffin Rock (2000), Blair Witch Volume III: The Elly Kedward Tale (2000), Blair Witch (2019).